# L7
L7 é uma banda estadunidense de rock formada em 1985 por Donita Sparks e Suzi Gardner em Los Angeles. Posteriormente se juntaram ao grupo Jennifer Finch e Demetra Plakas. A banda aparentemente se desfez em 2000, mas seu fim não foi declarado oficialmente. Em 2014 a banda anuncia seu retorno, após 14 anos de sua extinção.
O nome (L7) provém de um termo de gíria nos Estados Unidos para "quadrado" (que seria a forma resultante de se colocar um "L" formado pelo dedo indicador e polegar esquerdos com um "7" formado pelos dedos polegar e indicadores direitos).

## Biografia

### O começo
A ideia de formar o L7 surgiu em 1985 quando Suzi Gardner conheceu Donita Sparks em Los Angeles. Na verdade, nenhuma das duas era de Los Angeles, Suzi morava em Sacramento enquanto que Donita era de Chicago. Em 1986, depois de muito ensaio, a ideia da banda ficou mais séria quando Jennifer Finch (que morava em San Francisco e tocava no Sugar Baby Doll, com Courtney Love, do Hole e Kat Bjelland, das Babes in Toyland) se tornou a baixista do recém formado L7. A partir daí a banda passa a fazer vários concertos em clubes da cidade, com Suzi e Donita nos vocais e guitarras, Jennifer no baixo e o baterista Roy Koutsky completando a formação.

### O primeiro álbum:L7
O primeiro álbum, auto-intitulado L7, é lançado em 1988 e conta com a produção de Brett Guretwitz da banda Bad Religion e então dono do selo Epitaph Records (gravadora que gerenciava também artistas como The Offspring e Agnostic Front), que também já produziu bandas como Rancid, Pennywise e o álbum tributo a Alice Cooper.
No mesmo ano, Demetra (Dee) Plakas entra na bateria da banda no lugar que era de Roy e o L7 se torna uma banda totalmente formada por mulheres. A partir daí e durante os dois anos seguintes, elas se dedicam a fazer pequenos concertos em bares de Hollywood, significando mais um passo para a banda.
Gravam, ainda em 1988, participação com a canção "Shove" na compilação Grunge Years: Sub Pop Compilation, que também contou com a participação de Nirvana, Mudhoney e Babes in Toyland.

### Smell The Magic
Em 1991 é lançado o segundo álbum, Smell the Magic, pela gravadora Sub Pop Records (que gerenciava também artistas como Nirvana, Mudhoney e Soundgarden), e a banda inicia a turnê com o Nirvana, que chama a atenção da gravadora Slash Records (de Faith no More), com a qual assina contrato para o próximo trabalho.
Ainda em 1991 as integrantes do L7 criam a fundação Rock for Choice, para defesa das liberdades civis e dos direitos da mulher, como a legalização do aborto. O festival Rock for Choice contou com concertos beneficentes de bandas de peso e amigos pessoais do L7 como Pearl Jam, Joan Jett, Hole e Red Hot Chili Peppers. A banda também organizou o álbum Spirit of'73: Rock for Choice, que foi um trabalho gravado ao vivo no qual bandas femininas dos anos 1990 fizeram covers de bandas femininas da década de 1970. O L7 aparece nesse trabalho com Joan Jett na faixa "Cherry Bomb". Atualmente a banda se concentra em outros projetos e não toma mais conta da fundação.

### Bricks are Heavy
Com a nova gravadora, lançam em 1992, o terceiro álbum, Bricks Are Heavy, contando com a produção de Butch Vig, que anteriormente, em 1991, trabalhou com o Nirvana no álbum Nevermind e com o Sonic Youth no álbum Dirty. Esse álbum abriu inúmeras portas para a banda e trouxe o respeito por parte dos fãs de vários países. No mesmo ano, a banda é convidada para abrir os concertos da turnê europeia da banda Faith no More. A repercussão do novo álbum foi extraordinária, vendendo centenas de milhares de cópias no mundo todo, puxado principalmente pelo sucesso de "Pretend We're Dead", a canção mais pop do disco e até hoje a mais conhecida do L7 [carece de fontes?].
O restante de 1992 e 1993 foi ocupado com duas extensas turnês nos Estados Unidos, outras duas na Europa, concertos no Japão e Austrália, apresentações ao vivo em programas como o de David Letterman nos Estados Unidos, e concertos em grandes festivais, como o de Reading na Inglaterra e o Hollywood Rock no Rio de Janeiro e em São Paulo.
A banda também participa com a canção "Let's Lynch the Landlord" no álbum Virus 100: Dead Kennedy Covers, que inclui, entre outras, bandas como o próprio Faith no More, Napalm Death e a brasileira Sepultura. Fazem também uma aparição em Flashback de Joan Jett, que passa de influência e ídolo a amiga e apoiadora da banda.

### Hungry for Stink
Em 1994 o L7 participa do famoso festival Lollapalooza, pouco antes de lançar seu próximo álbum. A faixa "Shitlist" entra na trilha sonora do filme Natural Born Killers (Assassinos por Natureza) e "Hangin' On The Telephone", cover da banda Blondie entra na trilha de The Jerky Boys.
O quarto álbum da banda, Hungry for Stink, é lançado em 1994 e co-produzido por Garth Richardson, que já trabalhou com WASP, Alice Cooper e Mötley Crue. Esse disco traz uma homenagem da banda para Shirley Muldowney, que criou muita polêmica nas corridas de carros por ser uma piloto mulher. Ainda em 1994 o L7 participa da trilha sonora do filme de John Waters, Serial Mom, com a canção "Gas Chamber".

### The Beauty Process: Triple Platinum
Em 1995, a faixa "Shove" aparece na trilha do filme Tank Girl, da qual participam também Hole, Joan Jett e Bjork, entre outros. No ano seguinte Jennifer Finch deixa a banda e em 1997 o L7 lança o quinto álbum. The Beauty Process: Triple Platinum, pela gravadora Warner Brothers, contou com Joe Barresi (também trabalhou com Sick of it All) como produtor. Algumas faixas foram gravadas por uma baixista convidada, Greta Brinkman. Ainda no mesmo ano, gravam participação em outra trilha sonora, agora para o filme I Know What You Did Last Summer (Eu Sei o Que Vocês Fizeram no Verão Passado), com a faixa "This Ain't The Summer Of Love".

### Live: Omaha to Osaka
Em 1997 a baixista Gail Greenwood, que havia saído da banda Belly formada em 1992 em Boston, entra para a banda na vaga deixada por Jennifer e o L7 lança um álbum chamado Live: Omaha to Osaka, que trazia 16 músicas tocadas ao vivo de pequenos concertos em clubes de uma mini turnê que fizeram desde Omaha até Osaka, Japão. O detalhe é que esse trabalho conta com a participação de uma banda marcial (tradicional no Japão) de garotas, interpretando músicas do L7.

### Slap-Happy
Já em 1999 o L7 realiza outro projeto, a gravadora Wax Tadpole Records. Sendo um plano antigo da banda, elas explicam que assim teriam mais controle sobre seu processo criativo e os resultados. Parceira do selo Bong Load, a banda estreia lançando o sétimo álbum Slap Happy, pelo selo Bong Load e o documentário "The Beauty Process" dirigido pelo baixista do extinto Nirvana, Krist Novoselic. No mesmo ano a revista Rolling Stone elege Bricks are Heavy como um dos cem álbuns indispensáveis dos anos 1990. A baixista Gail Greenwood sai e é substituída por Janis Tanaka, que já havia tocado nas bandas Stone Fox e Auntie Christ.
Durante a turnê europeia e estadunidense para divulgação do último álbum a banda promove uma espécie de rifa no qual o ganhador poderia passar uma noite com a baterista Dee Plakas. As imprensas estadunidense e inglesa reagiram com várias matérias contra.
De volta aos Estados Unidos, Suzi Gardner é "homenageada" com uma réplica de seus seios feita pela famosa groupie Cynthia Plaster Caster, na qual foi inspirada a canção "Plaster Caster" do Kiss, que tem réplicas dos pênis de Jimi Hendrix, entre outros.

### O Retorno
Em Dezembro de 2014, a banda anunciou planos de retornar com sua formação original em sua página do Facebook. Como parte da reunião, a banda ativou seu site e incluiu uma [lista de discussões] para os fãs.
A banda se reuniu e iniciou uma turnê europeia em Rock am Ring, na Alemanha, em 6 de junho de 2015, Seguido pela América do Norte em 2015, Riot Fest em Denver e Chicago, e a Fun, Fun, Fun Festival, em Austin, Texas.
Um documentário foi feito sobre a banda, financiado em grande parte por Kickstarter. O documentário "L7: Pretend We're Dead", foi dirigido por Sarah Price e foi exibido pela primeira vez em um show em Los Angeles, no final de 2016.

## Integrantes
- Donita Sparks – vocal e guitarra (1985–2000, 2014-presente)
- Suzi Gardner – vocal e guitarra (1985–2000, 2014-presente)
- Jennifer Finch – baixo e vocal de apoio (1987–1996, 2014-presente)
- Demetra Plakas – bateria e vocal de apoio (1988–2000, 2014-presente)

### Ex-membros
- Janis Tanaka – baixo e vocal de apoio (1999-2000)
- Gail Greenwood – baixo e vocal de apoio (1997–1999)
- Roy Koutsky – bateria (1987–1988)

## Discografia
- L7 (1988)
- Smell the Magic (1990)
- Bricks Are Heavy (1992)
- Hungry for Stink (1994)
- The Beauty Process: Triple Platinum (1997)
- Slap Happy (1999)
- Scatter The Rats (2019)